# Barão de Arari
Barão de Arari é um título nobiliárquico criado por D. Pedro II do Brasil por decreto de 18 de maio de 1853, a favor de Antônio Lacerda de Chermont.
Titulares
1. Antônio Lacerda de Chermont (1806—1879) — 1.º visconde com grandeza de Arari;
2. José Lacerda Guimarães.

## Observação
↑  Originalmente, o título grafava-se barão de Arary. Em conformidade com as normas ortográficas atualmente vigentes para a língua portuguesa, todavia, teve sua grafia atualizada, substituindo-se o "y" pelo "i".